# SpaceX CRS-6

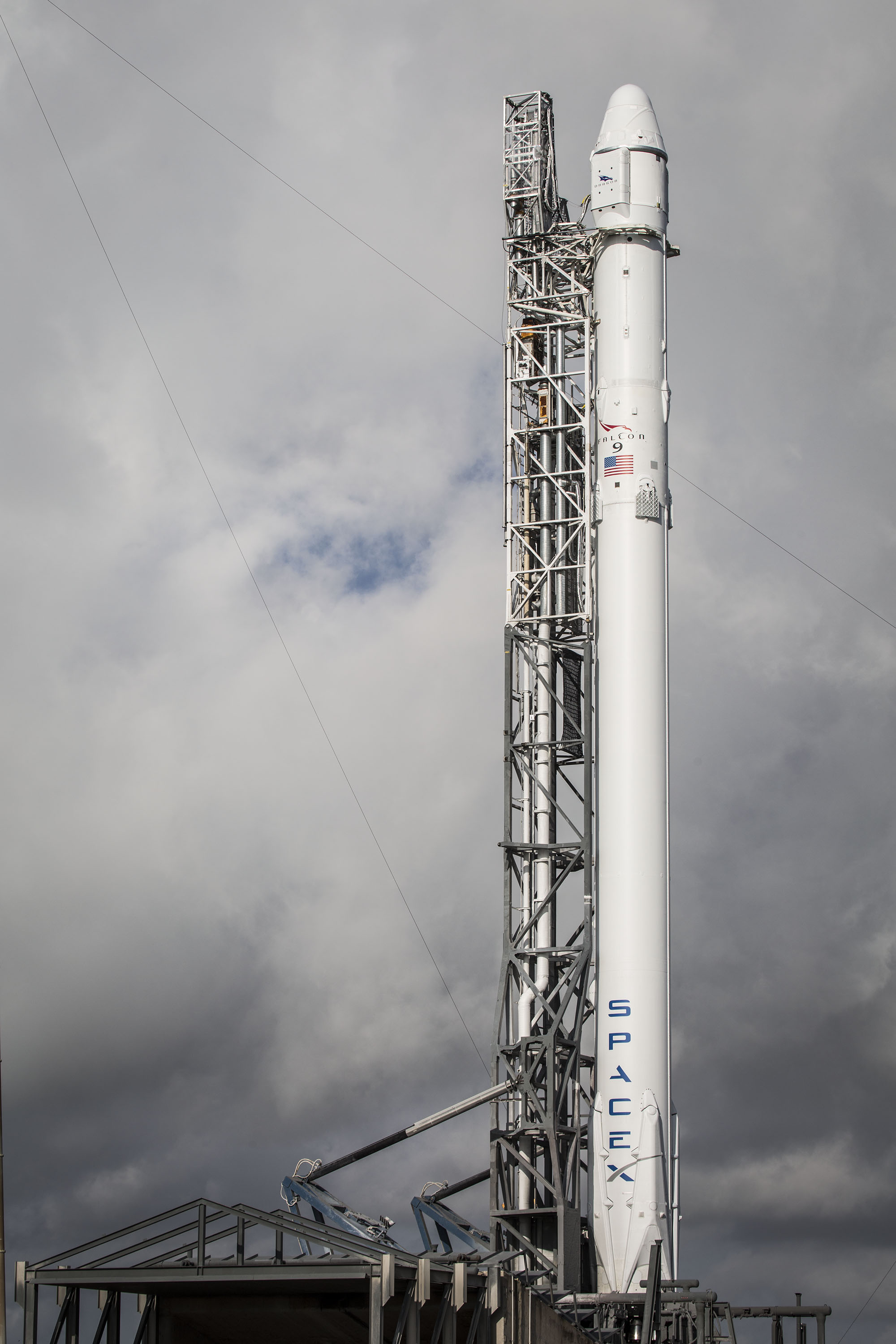
Raketa Falcon 9 a loď Dragon před prvním pokusem o start (13. dubna 2015)

SpaceX CRS-6 (alternativně SpX-6, nebo jednoduše CRS-6) byl šestý zásobovací let kosmické lodi Dragon společnosti SpaceX k Mezinárodní vesmírné stanici (ISS) podstoupený v rámci kontraktu Commercial Resupply Services uzavřeného s NASA. Celkově šlo o osmý let Dragonu do vesmíru (pokud počítáme i demo lety C1 a C2+).

## Náklad

### Primární náklad
| Celkový náklad                  | 2015 kg (1898 kg bez obalů) |
| ------------------------------- | --------------------------- |
| Počítačové vybavení             | 18 kg                       |
| Vybavení pro výstupy do vesmíru | 18 kg                       |
| Vědecké experimenty             | 844 kg                      |
| Zásoby pro posádku              | 500 kg                      |
| Hardware pro stanici            | 518 kg                      |

### Náklad při návratu
| Celkový náklad                  | 1370 kg (1248 kg bez obalů) |
| ------------------------------- | --------------------------- |
| Počítačové vybavení             | 2 kg                        |
| Vybavení pro výstupy do vesmíru | 20 kg                       |
| Vědecké experimenty             | 449 kg                      |
| Zásoby od posádku               | 73 kg                       |
| Staniční hardware               | 245 kg                      |
| Odpadky                         | 450 kg                      |

## Průběh mise

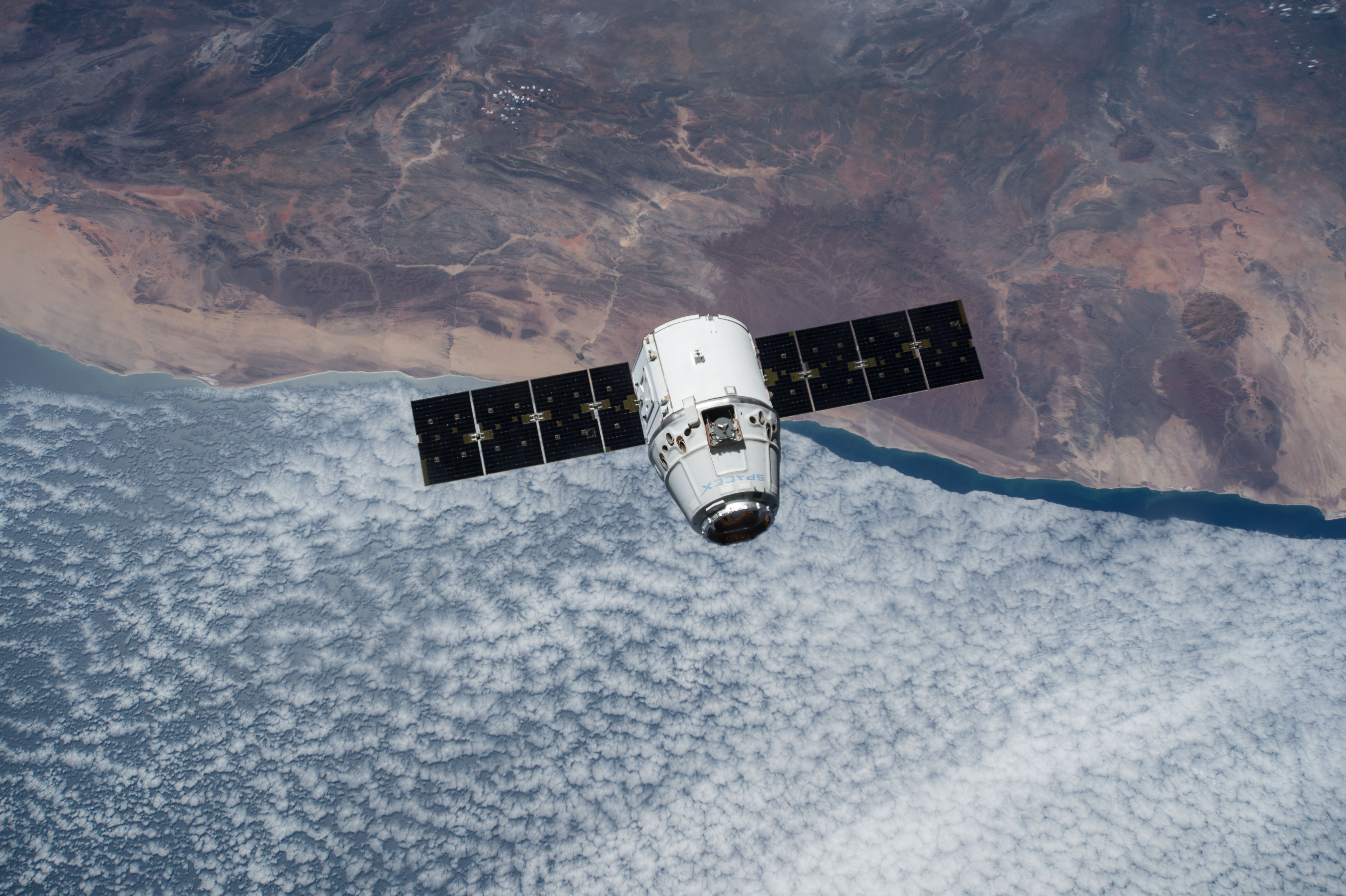
Loď Dragon přibližující se k ISS (17. dubna 2015)

Raketa Falcon 9 v1.1 odstartovala z mysu Canaveral 14. dubna 2015 ve 22:10 SELČ a k ISS dorazila 17. dubna.  První pokus o vzlet, naplánovaný na 13. dubna 2015 ve 22:33, byl přerušen tři minuty před startem kvůli nepříznivému počasí.
Loď Dragon na stanici přivezla celkem 2015 kg jídla, zásob a vědeckých experimentů (např. ISSpresso). Z toho 500 kg tvořily zásoby a vybavení pro posádku ISS, 518 kg technické vybavení pro ISS, 16 kg počítače a elektronická zařízení a 23 kg technické vybavení potřebného pro výstupy do vesmíru. Zbylých 884 kg tvořilo vědecké vybavení a experimenty (většinou biologický výzkum). Dragon na ISS přivezl také 15 malých satelitů, které byly vypuštěny z modulu Kibó.
Dne 21. května 2015 došlo k odpojení od stanice a k návratu zpět na Zemi (do Tichého oceánu), s nákladem 1370 kg vědeckého vybavení a odpadu.

## Test záchrany 1. stupně nosné rakety

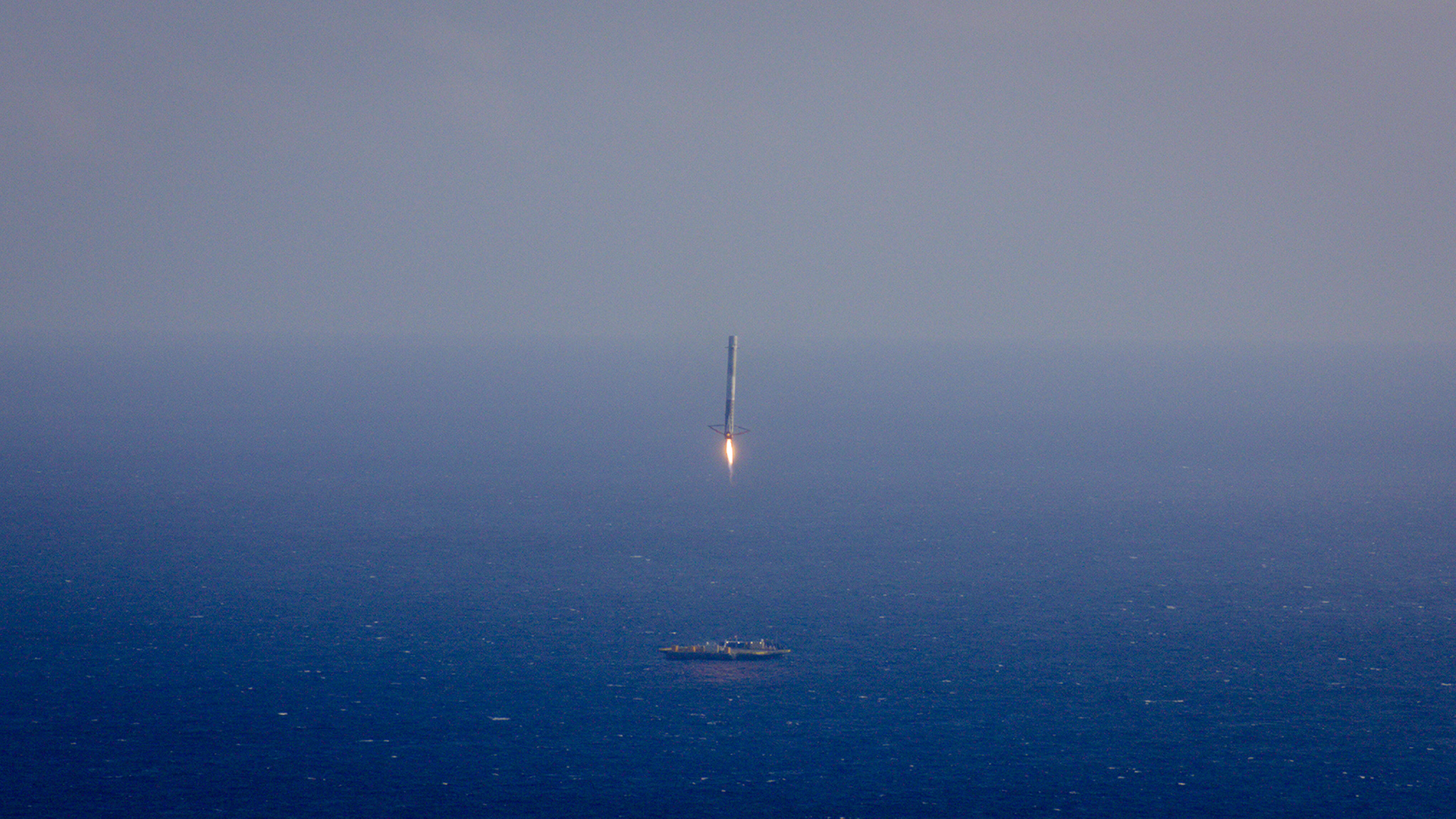
1. stupeň nosné rakety těsně před přistáním na plošinu v Atlantském oceánu

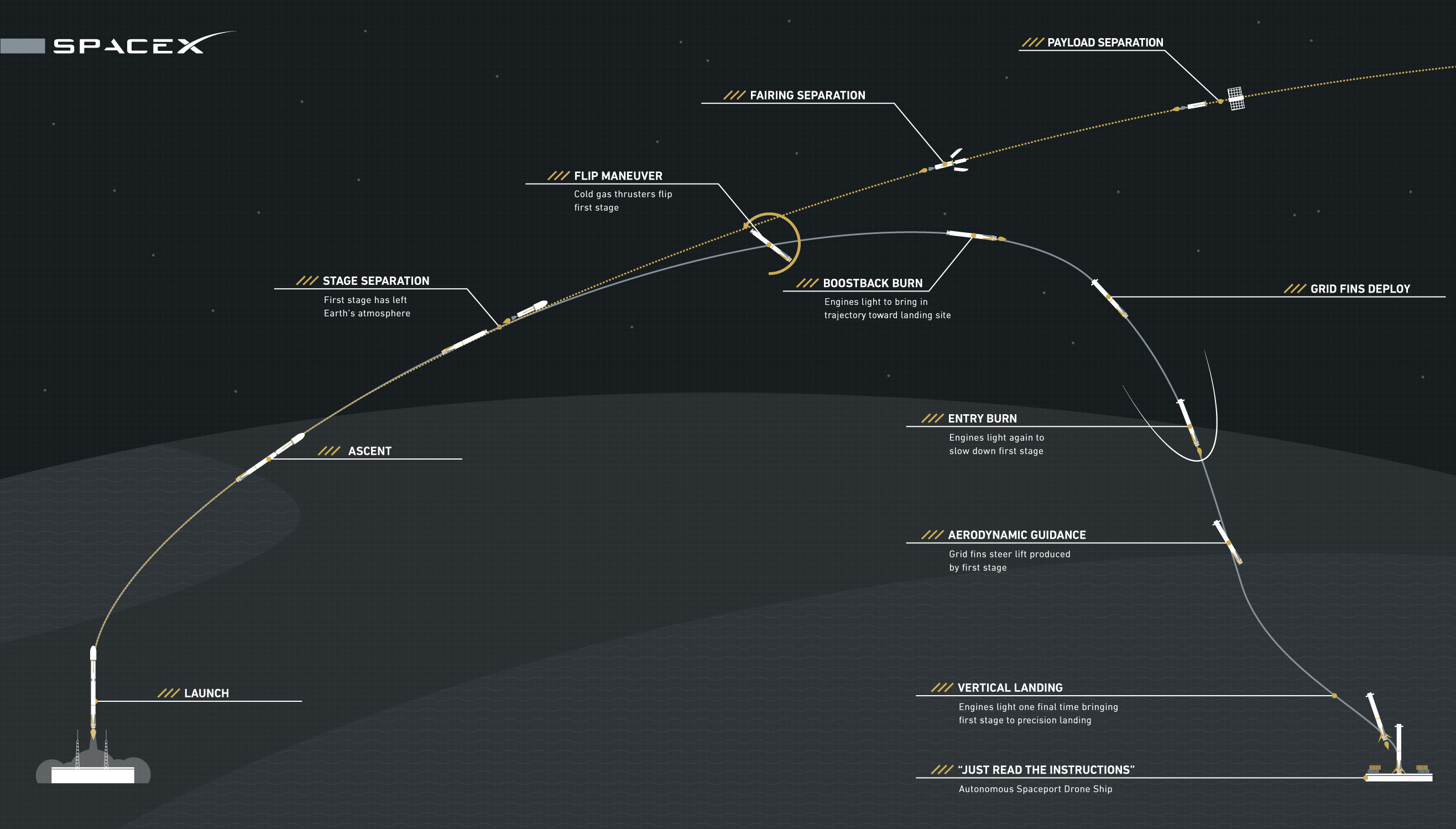
Schéma návratu 1. stupně rakety

Kromě primárního cíle mise, dopravy nákladu k ISS, byl naplánován test záchrany 1. stupně nosné rakety Falcon 9, protože firma SpaceX vyvíjela znovupoužitelné raketové nosiče. Pár minut po startu se po oddělení 1. a 2. stupně rakety měl 1. stupeň přeorientovat, zážehem motorů zbrzdit, kontrolovaně sestoupit zpět do atmosféry a za pomoci hypersonických mřížových kormidel a dalšího zážehu motorů přistát v Atlantském oceánu na speciální plovoucí plošině. 1. stupeň na plošině skutečně přistál, ale kvůli přílišné boční rychlosti se vzápětí po dosednutí překotil a explodoval.
Stejný pokus už proběhl v lednu 2015 při misi CRS-5. Raketa tehdy také přesně trefila plovoucí plošinu, ale přistála příliš tvrdě a byla zcela zničena. Další pokus o přistání na plovoucí plošině se měl uskutečnit v červnu 2015 při misi CRS-7. Raketa ale při startu selhala a explodovala.